# Streltserupproret 1682

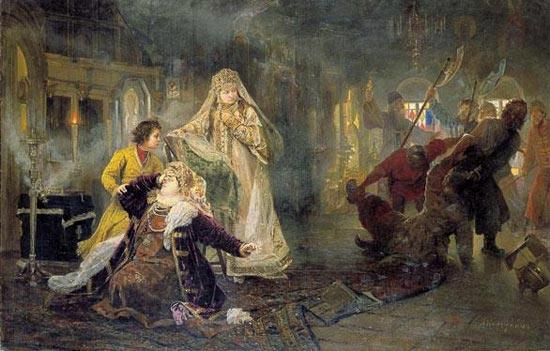
Streltserupproret 1682.

Streltserupproret var en resning av streltsernas militärstyrka som ägde rum i Moskva mellan den 7 och den 17 maj 1682. Det var streltsernas första resning i Moskva, och följdes av det andra streltserupproret 1698. Upproret resulterade i att först Peter den store och sedan hans bror Ivan sattes upp på tronen, slutligen med Sofia Aleksejevna som deras regent. 
Det var resning som utlöstes av striderna vid hovet mellan de två familjeklanerna Miloslavskij och Narysjkin, de familjer som var ingifta i tsardynastin via tsar Aleksejs första respektive andra hustru. Den 7 maj 1682 avled Fjodor III barnlös. Narysjkin-partiet utnyttjade maktvakuumet till att uppsätta den döde tsarens halvbror Peter den store, son till Natalja Narysjkina, på tronen med hans mor som regent. 
Statskuppen utlöste en maktkamp med Miloslavskij-partiet, som påpekade att Fjodor hade en helbror, Ivan, som var äldre än Peter och borde bli tsar (trots att han var psykiskt sjuk). Miloslavskij-partiet under ledning av Ivans syster Sofia Aleksejevna spred ut ryktet att Narysjkin-partiet hade mördat Ivan. Den 17 maj 1682 stormades palatset av streltserna, som mördade Nataljas fosterfar och två bröder, medan hennes far Kyril Naryshkin med våld fördes till ett kloster. Därefter lät Sofia Aleksejevna utnämna Ivan till Peters samregent och sig själv som ledare för förmyndarregeringen för dem båda.